# Petropavlovská pevnost
Pevnost svatých apoštolů Petra a Pavla, nebo též Petropavlovská pevnost (rusky: Петропа́вловская кре́пость, oficiálně Sanktpetěrburská /Санкт-Петербургская/, v letech 1914–1917 — Petrohradská pevnost – /Петроградская крепость/) je pevnost v Petrohradu, nacházející se na Zaječím ostrově v ústí řeky Něvy. Pevnost, která nesla původně název Zancht-Pieter-Burch, je historickým jádrem města Petrohradu.
Součástí pevnosti jsou 

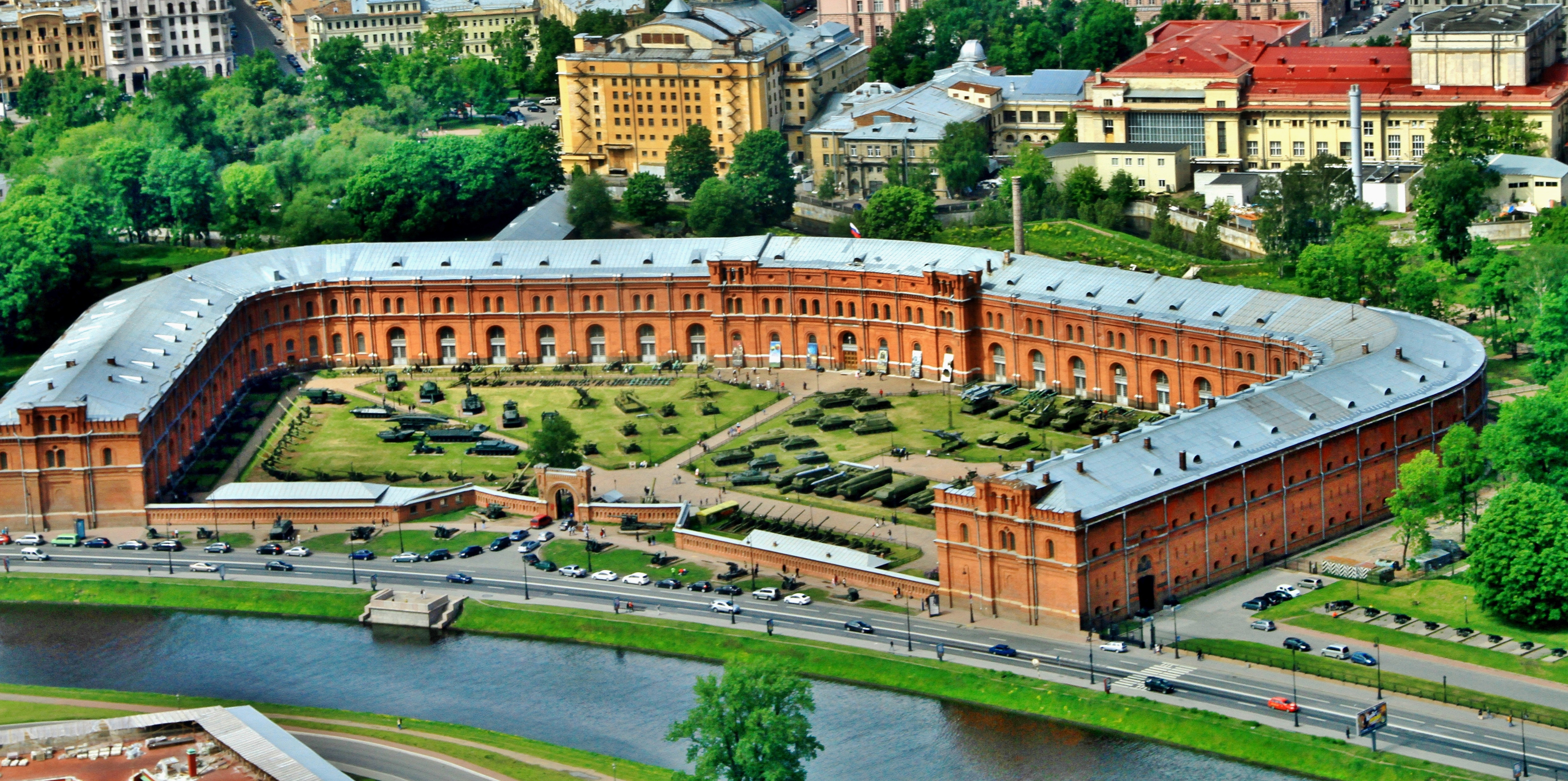
Kronverk

- chrám sv. Petra a Pavla s hrobkou ruských panovníků - viz pohřebiště ruských panovníků.
- Dům carské mincovny, expozice věznice s kobkami slavných vězňů, knihtiskárna, hřbitov, obelisk na místě vězení děkabristů.
- Kronverk, původně zbrojnice z roku 1703, severně od pevnosti při Kronverském kanále, přestavěná roku 1860 na Vojenské historické muzeum dělostřelectva, ženistů a signálních sborů

## Historie
Pevnost byla založena 27. května roku 1703 na pokyn ruského cara Petra I. Velikého ve spolupráci s francouzským architektem de Guerinem: 6 bastionů, propojených kurtinami, 2 raveliny, Korunní hradba (kronverk), zpočátku v kombinaci dřeva a hlíny, ve 30. – 40. a v 80. letech 18. století byly obloženy kamenem. Ostrov byl spojen s petrohradskou stranou v roce 1703 Ioannovským mostem.